# Boncé
Boncé ist eine französische Gemeinde mit 223 Einwohnern (Stand: 1. Januar 2022) im Département Eure-et-Loir in der Region Centre-Val de Loire. Sie gehört zum Arrondissement Chartres und zum Gemeindeverband Chartres Métropole. Die Einwohner werden Boncéens und Boncéennes genannt.
Sie grenzt im Norden an Dammarie, Osten an Theuville mit Pézy, im Südosten an Les Villages Vovéens mit Montainville, im Süden an Meslay-le-Vidame und im Westen an Fresnay-le-Comte.

## Bevölkerungsentwicklung
| Jahr      | 1962 | 1968 | 1975 | 1982 | 1990 | 1999 | 2008 | 2015 |
| --------- | ---- | ---- | ---- | ---- | ---- | ---- | ---- | ---- |
| Einwohner | 183  | 164  | 157  | 178  | 197  | 193  | 231  | 244  |

## Sehenswürdigkeiten

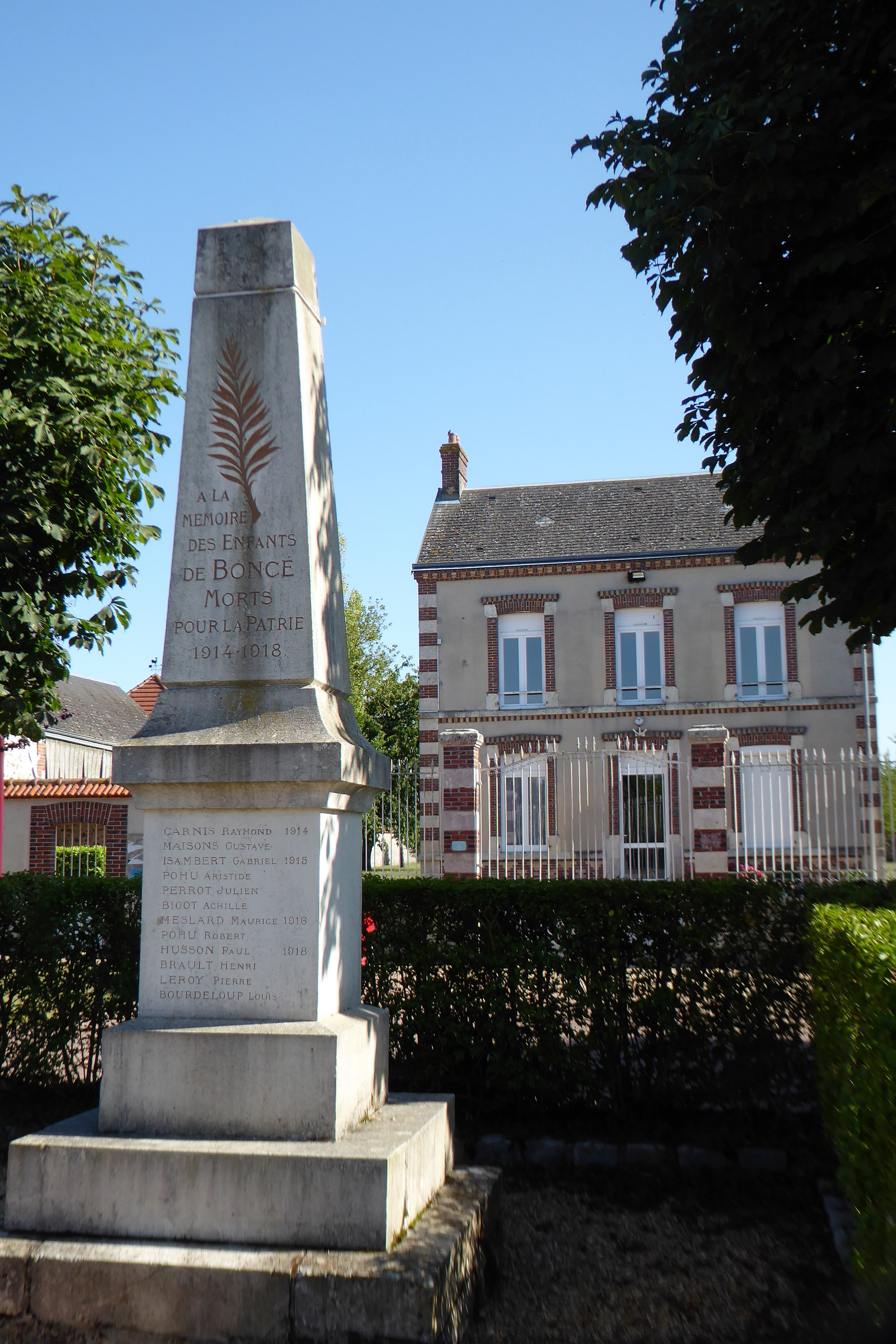
Kriegerdenkmal, im Hintergrund die Mairie

- Kirche Saint-Sulpice
- Kriegerdenkmal